# 穴井詩
穴井 詩（あない らら、1987年11月11日 - ）は、愛知県岡崎市出身の日本の女子プロゴルファーである。所属はGOLF5。Warren Smith、井上透に師事。

## 経歴
中学2年生の時に教師を務める父の仕事の都合で渡米し、米国の高校のゴルフ部に入る。アメリカの大学（Nova Southeastern University）に進学したが1年で中退。
2007年に帰国して研修生として腕を磨いたのち、2008年に日本女子プロゴルフ協会（LPGA）最終プロテストに進出し、初挑戦で合格。LPGA80期生となる。
QTランキング34位で迎えた2012年は、「富士通レディース」2位等3戦でトップ10入り、年間獲得賞金ランキング（賞金ランク）46位で自身初のシード入りを果たす。
2014年は優勝はなかったものの、賞金ランク12位となる。
2015年から井上透に師事。
2016年9月、ホステスプロとして臨んだ「ゴルフ5レディスプロゴルフトーナメント」に於いてプロ9年目にしてJLPGAツアー初優勝を果たした。
2017年7月、「センチュリー21レディスゴルフトーナメント」にて最終日首位スタートから逃げ切り優勝、JLPGAツアー2勝目を挙げる。
2019年8月、「NEC軽井沢72ゴルフトーナメント」に於いて、イ・ミニョンとの1ホールのプレーオフを制し2年ぶりのJLPGAツアー3勝目を挙げる。同年賞金ランクで自身最高位となる7位となり、初シードから8年連続シード継続中。
2023年4月、「ヤマハレディースオープン葛城」に於いて最終日3打差5位からスタートし、強風で各選手がスコアメイクに苦しむ中でアンダーパーで回り、-9アンダーでホールアウト。最終的にはささきしょうことのプレーオフとなり、2ホール目でバーディーを奪って勝利し、約4年ぶりとなるJLPGAtツアー4勝目を挙げた。更に4週間後のパナソニックオープンレディースゴルフトーナメントに於いて永峰咲希を1打差で降して優勝し通算5勝目 、自身初の1シーズン複数回優勝を達成する。
2025年4月、「ヤマハレディースオープン葛城」に於いてトップでスタートしたが、大会記録を更新する通算13アンダーも全美貞に追いつかれプレーオフとなる。プレーオフ1ホール目でバーディーを奪い、パーに終わった全に競り勝ち2年ぶりの勝利を挙げた。

## トーナメント優勝

### ツアー優勝

#### JLPGAツアー（6）
| No. | Date                 | Tournament                                       | スコア                 | 2位との差  | 2位（タイ）    |
| --- | -------------------- | ------------------------------------------------ | ---------------------- | ---------- | -------------- |
| 1   | 2016年9月2日-4日     | ゴルフ5レディスプロゴルフトーナメント            | −14（66-69-67=202）    | 2打差      | 申ジエ         |
| 2   | 2017年7月21日-23日   | センチュリー21レディスゴルフトーナメント         | −11（69-66-70=205）    | 1打差      | ユン・チェヨン |
| 3   | 2019年8月16日-18日   | NEC軽井沢72ゴルフトーナメント                    | −12（67-70-65=202）    | プレーオフ | イ・ミニョン   |
| 4   | 2023年3月30日-4月2日 | ヤマハレディースオープン葛城                     | −9（72-66-71-70=279）  | プレーオフ | ささきしょうこ |
| 5   | 2023年4月28日-30日   | パナソニックオープンレディースゴルフトーナメント | −10（69-66-71=206）    | 1打差      | 永峰咲希       |
| 6   | 2025年3月30日-4月2日 | ヤマハレディースオープン葛城                     | −13（69-69-67-70=275） | プレーオフ | 全美貞         |